# 藤島秀憲
藤島 秀憲（ふじしま ひでのり、1960年10月9日 - ）は、日本の歌人。
埼玉県上尾市出身。城西大学附属川越高校、法政大学経営学部卒業。歌誌「心の花」所属。佐佐木幸綱に師事。2002年、「路地生活者」で第48回角川短歌賞佳作。2007年、落語を引用しながら短歌に使われる日本語オノマトペを考察した『日本語の変容と短歌－オノマトペからの一考察』により、第25回現代短歌評論賞を受賞。2010年、老父母の介護や自らの失業などの日常をユーモラスに描いた第一歌集『二丁目通信』により、第54回現代歌人協会賞および第18回ながらみ書房出版賞を受賞。2014年、父の介護と死、長年住んだ家への訣別を描いた第二歌集『すずめ』により、芸術選奨新人賞および第19回寺山修司短歌賞を受賞。2020年、第三歌集『ミステリー』により第18回前川佐美雄賞を受賞。

## 著書
- 『二丁目通信』（2009年、ながらみ書房） ISBN 978-4860235956
- 『すずめ』（2013年、短歌研究社） ISBN 978-4862723468
- 『ミステリー』（2019年、短歌研究社）ISBN 978-4862726247
- 『オナカシロコ　短歌日記2019』（2020年、ふらんす堂）ISBN 978-4781413242
- 『山崎方代の百首』（2023年、ふらんす堂）ISBN 978-4781415369